# Базелян, Яков Львович
Яков Львович Базелян (28 августа 1925, Златополь — 4 июня 1990, Москва) — советский кинорежиссёр.

## Биография
Родился 28 августа 1925 года в Златополе, в семье Льва Абрамовича Базеляна (1895—?), уроженца Ивановки, впоследствии участника Великой Отечественной войны (старший сержант, каптенармус ОВС 43-го отдельного штурмового инженерно-сапёрного батальона).
В 1952 году окончил ВГИК, учился у Михаила Ромма. Работал на киностудиях Мосфильм и имени А. Довженко, в 1960-х годах на Ялтинской киностудии, затем на киностудии имени М. Горького.
Урна с прахом захоронена в колумбарии Востряковского кладбища.

## Семья
Братья — доктор физико-математических наук Лазарь Львович Базелян, астроном; Абрам Львович Базелян (1922—1990), участник Великой Отечественной войны, кавалер ордена Красной Звезды (1944). Сестра — Полина Львовна Базелян (1919—?), участница Великой Отечественной войны (военфельдшер, младший лейтенант).

## Фильмография
- 1954 — Андриеш[4][5]
- 1955 — Пути и судьбы[6]
- 1957 — Рождённые бурей
- 1961 — Дом с мезонином
- 1964 — Город — одна улица
- 1965 — Алёшкина охота
- 1969 — Тренер[7]
- 1971 — Вчера, сегодня и всегда
- 1975 — О чём не узнают трибуны[8]
- 1977 — Садись рядом, Мишка!
- 1979 — Мой первый друг